# Горишнее (Полтавская область)
Гори́шнее (укр. Горішнє) — село,
Пришибский сельский совет,
Шишацкий район,
Полтавская область,
Украина.
Код КОАТУУ — 5325783803. Население по переписи 2001 года составляло 10 человек.

## Географическое положение
Село Горишнее находится на левом берегу реки Говтва,
выше по течению на расстоянии в 1,5 км расположено село Переводчиково,
ниже по течению примыкает село Маликовщина.

## Происхождение названия
На территории Украины 4 населённых пункта с названием Горишнее.